# Тривіальна школа
Тривіальна школа — початковий навчальний заклад у Галичині і на Буковині за часів їхнього перебування у складі австрійських держав, а також на Закарпатті.

## Відомості
У тривіальних школах були підготовчий, перший і другий класи. За одними даними, тривіальні школи з'явилися після шкільної реформи 1774 року у містечках і великих селах. За іншими, до 1817 року не було жодної тривіальної школи, тому австрійський уряд звернувся з пропозицією організувати додаткові парафіяльні школи.
У 1774 році у парафіяльних, тривіальних і головних школах Закарпаття навчали українською мовою, однак у 1791—1792 роках усі перевели на угорську.
До середини XIX століття були одним з 3-х видів початкових шкіл поряд з парафіяльними та головними. Зокрема, переважали кількісно інші початкові навчальні заклади на Буковині у 1843 році. У тривіальних школах вчили читати, писати, рахувати, деяким практичним вправам. Головний предмет — Закон Божий.